# OXSM
OXSM (англ. 3-oxoacyl-ACP synthase, mitochondrial) – білок, який кодується однойменним геном, розташованим у людей на 3-й хромосомі. Довжина поліпептидного ланцюга білка становить 459 амінокислот, а молекулярна маса — 48 843.
| 10         |  | 20         |  | 30         |  | 40         |  | 50         |
| ---------- |  | ---------- |  | ---------- |  | ---------- |  | ---------- |
| MSNCLQNFLK |  | ITSTRLLCSR |  | LCQQLRSKRK |  | FFGTVPISRL |  | HRRVVITGIG |
| LVTPLGVGTH |  | LVWDRLIGGE |  | SGIVSLVGEE |  | YKSIPCSVAA |  | YVPRGSDEGQ |
| FNEQNFVSKS |  | DIKSMSSPTI |  | MAIGAAELAM |  | KDSGWHPQSE |  | ADQVATGVAI |
| GMGMIPLEVV |  | SETALNFQTK |  | GYNKVSPFFV |  | PKILVNMAAG |  | QVSIRYKLKG |
| PNHAVSTACT |  | TGAHAVGDSF |  | RFIAHGDADV |  | MVAGGTDSCI |  | SPLSLAGFSR |
| ARALSTNSDP |  | KLACRPFHPK |  | RDGFVMGEGA |  | AVLVLEEYEH |  | AVQRRARIYA |
| EVLGYGLSGD |  | AGHITAPDPE |  | GEGALRCMAA |  | ALKDAGVQPE |  | EISYINAHAT |
| STPLGDAAEN |  | KAIKHLFKDH |  | AYALAVSSTK |  | GATGHLLGAA |  | GAVEAAFTTL |
| ACYYQKLPPT |  | LNLDCSEPEF |  | DLNYVPLKAQ |  | EWKTEKRFIG |  | LTNSFGFGGT |
| NATLCIAGL  |  |            |  |            |  |            |  |            |

A: Аланін

C: Цистеїн

D: Аспарагінова кислота

E: Глутамінова кислота

F: Фенілаланін

G: Гліцин

H: Гістидин

I: Ізолейцин

K: Лізин

L: Лейцин

M: Метіонін

N: Аспарагін

P: Пролін

Q: Глутамін

R: Аргінін

S: Серин

T: Треонін

V: Валін

W: Триптофан

Кодований геном білок за функціями належить до трансфераз, ацилтрансфераз. 
Задіяний у таких біологічних процесах, як метаболізм жирних кислот, метаболізм ліпідів, біосинтез жирних кислот, біосинтез ліпідів, ацетилювання, альтернативний сплайсинг. 
Локалізований у мітохондрії.